# フライト・ガード
フライト・ガード（Flight Guard）は、携帯式防空ミサイルシステム（MANPADS）から民間航空機を保護するためイスラエルのエルタ・システムズが開発した、航空機に搭載する機器のブランド名。

## 概要
現エルビット・システムズの子会社であるエルタ・システムズ（ELTA Systems）が開発した対空ミサイルの探知と回避を行うシステムであるフライト・ガードは、200以上の軍用機やヘリコプターにだけでなく、幾つかの政府専用機など要人向け商用航空機にも搭載されているシステムであり、地政学的観点からエル・アル航空、アルキア・イスラエル航空、イズレール航空 などイスラエルの民間航空会社で運用されている機体にもイスラエル政府主導の下に採用が行われている。
2002年11月28日に発生した2002年アルキア航空攻撃事件を契機に、翌年イスラエル運輸・道路安全省は、民間航空機を保護するためのシステム開発と実証試験先としてエルタ・システムズを指名している。また、この開発資金の一部はイスラエル民間航空局の認証取得費用として使用されている。
基本設計は、レーダーを軸としたミサイル警報装置（MAWS）と、その対抗手段としての回避システムによって構成される。この基本設計が選択された理由は、ケニアで発生したMANPADSを使用した低空飛行する航空機を防衛するため特別に設計したことによる。ドップラー・レーダーを使用し発射されたミサイルを探知し、探知後にイスラエル・ミリタリー・インダストリーズが民間向けに設計した低温で自然発火するフレアをデコイとして発射し、赤外線誘導ミサイルを回避するものである。

## 論争
本システムは各国から議論の余地があると指摘されている。アメリカ連邦航空局とスイス航空当局はこのシステムによる火災の危険性と機器の安全性に対し懸念を示しており、スイスはこの機器が搭載された航空機は全て強制的に着陸させるとしている。また、ジュネーブでロケットランチャーを利用したエル・アル航空撃墜を計画したテロ組織のメンバー7名がスイス国内で逮捕されていることから、ミサイル以外の手段で攻撃された場合には対抗できないとも述べており、ヨーロッパ各国はスイスに追従する可能性が高いであろうとしている。

## 展開
最終的にフライト・ガードシステムはイスラエル民間航空局及び、数か国により承認されているが、イスラエル当局は2008年から開発が始められたフレアを一切使用しないレーザーを軸とした妨害装置「Multi-Spectral Infrared Countermeasure, MUSIC」指向性赤外線妨害装置（DIRCM）システムの導入を決定している。2020年時点でイスラエルの旅客機を除き赤外線ミサイル妨害装置（CAMPS）を搭載した旅客機は殆ど無いが、フランス大統領専用機であるエアバスA330、ドイツ空軍で運用されている輸送機エアバス A400M、ブラジル空軍のエンブラエル C-390、イタリア空軍のC-130J、C-27J、アグスタウェストランド AW101など軍用の輸送機やヘリコプター、SAAB製ではあるが、WFPの食料輸送を請け負っているチャーター専門会社で運用されているドルニエ 328、その他にもエンブラエル EMB 120、ロッキード L-100 ハーキュリーズなど一部のVIP機や、その都合上紛争地帯など危険地域を飛行しなければならない貨物専門航空会社フェデックスの一部機体にも採用が行われている。またアメリカの旅客機にもCAMPSシステムの導入が検討されていた。